# 潘禮
潘礼（1427年—16世纪?），字嘉会，中军都督府归德卫（在今河南省境）人，明朝政治人物。

## 生平
景泰元年（1450年）以歸德州軍學生中式庚午科河南鄉試舉人。天顺四年（1460年），登庚辰科进士，授给事中，转左给事中，擢通政司参议右通政，以忧去。服阕改南京通政，入为太仆寺卿，管易州山厂。升工部左侍郎。